# Hayato Nishinoue
Hayato Nishinoue (西埜植 颯斗 Nishinoue Hayato?, nacido el 21 de febrero de 1996 en Osaka) es un futbolista japonés que juega como defensa.
En 2019, Nishinoue se unió al FC Imabari. Después de eso, jugó en el Fujieda MYFC.

## Trayectoria

### Clubes
| Club         | País  | Año    |
| ------------ | ----- | ------ |
| FC Imabari   | Japón | 2018   |
| Fujieda MYFC | Japón | 2019 - |

## Estadística de carrera

### J. League
| Club         | Año   | J. League | J. League | Copa J. League | Copa J. League | Total | Total |
| Club         | Año   | Part.     | Goles     | Part.          | Goles          | Part. | Goles |
| ------------ | ----- | --------- | --------- | -------------- | -------------- | ----- | ----- |
| Fujieda MYFC | 2019  | 1         | 0         | -              | -              | 1     | 0     |
| Total        | Total | 1         | 0         | 0              | 0              | 1     | 0     |